# David Sanborn
David Sanborn   (Tampa, 30 de juliol de 1945 - Tarrytown, 12 de maig de 2024) va ser un saxofonista estatunidenc, associat a l'smooth jazz tot i que el seu repertori s'estenia a estils com el jazz, el blues, el rhythm and blues i, més generalment, el jazz fusió.

## Biografia
Afectat de poliomielitis, el seu pare va decidir donar-li un saxo per reforçar la caixa toràcica.
Va debutar a l'orquestra de Paul Butterfield, amb la qual va desenvolupar el so que el faria famós: un so molt personal immediatament identificable, influït per la interpretació dels instrumentistes elèctrics dels anys 1960. Juntament amb Michael Brecker, va ser el saxofonista d'estudi per excel·lència, el més demandat des de principis dels anys 1970. Després de 4 anys al grup, va començar una prolífica carrera com a músic d'estudi, amb artistes tan reconeguts com Gil Evans, Stevie Wonder, David Bowie a la cançó «Aladdin Sane» el 1973 així com al disc Young Americans el 1975, The Eagles, Roger Waters a The Pros and Cons of Hitch Hiking produït el 1984, o Sting a la pista «It's probably me»', extreta de la banda sonora dArma letal 3 el 1992. David Sanborn també va participar en la banda sonora del conjunt de la saga Arma Letal al costat d'Eric Clapton i Michael Kamen. El 1996 va acompanyar la Phil Collins Big Band de Montreux durant la interpretació de In the air tonight.

### Inici
El 1975, l'àlbum Taking Off va obrir el camí a una nova carrera de gravacions d'estudi sota el seu nom. L’obra, així com les 3 següents, permeten a David Sanborn confirmar la seva facilitat i el seu estil en composicions llatines, funky o intimistes al costat de Don Grolnick, Hiram Bullock o Buzzy Feiten.

### Maduresa
És realment amb l'àlbum Hideaway que David afirma el seu talent, tant estilístic (Hideaway) com creatiu (Lisa), que s'utilitzarà al llarg de la seva carrera). Cal destacar la col·laboració amb un altre prolífic músic Marcus Miller. Ha estat un interpret molt apreciat des de finals dels anys seixanta, tocant amb una sèrie d’artistes coneguts, com James Brown, Bryan Ferry, Michael Stanley, Eric Clapton, Bobby Charles, Cat Stevens, Roger Daltrey, Stevie Wonder, Paul Simon, Jaco Pastorius, els germans Brecker, Michael Franks, Kenny Loggins, Casiopea, Players Association, David Bowie, Todd Rundgren, Bruce Springsteen, Little Feat, Tommy Bolin, Bob James, James Taylor, Al Jarreau, Pure Prairie League, Kenny G, Loudon Wainwright III, George Benson, Joe Beck, Donny Hathaway, Elton John, Gil Evans, Carly Simon, Guru, Linda Ronstadt, Billy Joel, Kenny Garrett, Roger Waters, Steely Dan, Ween, les Eagles, The Grateful Dead, Nena, Utada Hikaru, The Rolling Stones, Ian Hunter i Toto.

## Estil
Si el so de David Sanborn es va revelar ràpidament (des de la Butterfield Blues Band), la seva interpretació i les seves tècniques d’improvisació han evolucionat al llarg de la seva carrera. Un enfocament directe i global pot ser mesurar aquesta interpretació d’acord amb les diverses èpoques que ha passat el saxofonista: costa oest, jazz llatí, disco funk, fusió, pop rock, acid jazz, rhythm and blues, blues. La seva contribució i la seva empremta en la música "comercial" l'han convertit en el saxofonista alt més imitat en aquest estil de música durant quaranta anys. Poques són les estrelles planetàries amb les quals no ha col·laborat.

## Discografia

### Àlbums d’estudi
| • Taking Off (1975) |
| --- |
| (Warner Bros Records) 1. Butterfat (S. Khan) 2. Way 'cross Georgia (C.T. Perkinson) 3. Duck Ankles (S. Khan) 4. Funky Banana (D. Matthews) 5. The Whisperer (D. Grolnick) 6. It took a long time (R. Brecker) 7. Black light (D. Matthews) 8. Blue night (D. Matthews) 9. Flight (D. Matthews) |

| • David Sanborn (1976) |
| --- |
| (Warner Bros Records) 1. Indio (R. De Leon) 2. Smile (C.T. Perkinson/paroles Paul Simon) 3. Mamacita (R. De Leon) 4. Herbs (H. Bushler) 5. Concrete Boogie (H. Bullock) 6. I do it for your love (Paul Simon) 7. Sophisticated Squaw (V. Lewis) 8. 7th Ave. (V. Lewis) |

| • Promise Me to the Moon (1977) |
| --- |
| (Warner Bros Records) 1. Promise me the moon (D. Kortchmar) 2. Benjamin (J. Taylor) 3. Stranger's arms (D. Kortchmar) 4. Heart Lake (M. Egan) 5. The rev. (H. Bullock) 6. We fool ourselves (H. Bullock) 7. Morning Salsa (R. De Leon/H. Bushler) 8. The legends of Cheops (V. Lewis) |

| • Heart to Heart (1978) |
| --- |
| (Warner Bros Records) 1. Solo (Jaffe, Levine, Spinozza) 2. Short visit (John Simon) 3. Theme from "Love is not enough" (C.T. Perkinson) 4. Lotus Blossom (D. Grolnick) 5. Heba (D. Sanborn) 6. Sunrise Gospel (H. Bushler) 7. Anywhere I wander (Loesser) |

| • Hideaway (1979) |
| --- |
| (Warner Bros Records) 1. Hideaway (D. Sanborn) 2. Carly's song (D. Sanborn) 3. Anything you want (D. Sanborn/ Michael Mc Donald) 4. The seduction (love theme) (Giorgio Moroder) 5. Lisa (D. Sanborn) 6. If you would be mine (Michael Colina) 7. Creeper (D. Sanborn/ John Evans) 8. Again and again (D. Sanborn/ Michael Mc Donald) |

| • Voyeur (1981) |
| --- |
| (Warner Bros Records) 1. Let's just say goodbye (D. Sanborn) 2. It's you (D. Sanborn) 3. Wake me when its's over (D. Sanborn/ Marcus Miller) 4. one in a million (D. Sanborn) 5. Run for cover (Marcus Miller) 6. All I need is you (Marcus Miller) 7. Just for you (Marcus Miller) 8. Again and again (Marcus Miller) |

| • As We Speak (1981) |
| --- |
| (Warner Bros Records) 1. Port of call (Michael Sembello/ Dan Sembello) 2. Better believe it (Marcus Miller) 3. Rush hour (Marcus Miller) 4. Over and over (Marcus Miller/ Don Freeman) 5. Back again (Don Freeman/ Dennis Belfield) 6. As We Speak (D. Sanborn/ Michael Sembello) 7. Straight to the heart (Marcus Miller) 8. Rain on christmas (D. Sanborn) 9. Love will come sunday (Michael Sembello/ David Batteau) |

| • Backstreet (1983) |
| --- |
| (Warner Bros Records) 1. I told us so (D. Sanborn/ H.Bullock) 2. When you smile at me (D. Sanborn) 3. Believer (Marcus Miller) 4. Backstreet (D. Sanborn) 5. A tear for Crystal (Marcus Miller/ D. Sanborn) 6. Bums Cathedral (D. Sanborn/ Michael Colina) 7. Blue beach (D. Sanborn) 8. Neiter one of us (Jim Weatherly) |

| • Straight to the Heart (1984) |
| --- |
| (Warner Bros Records) 1. Hideaway (D. Sanborn) 2. Straight to the heart (M. Miller) 3. Run for cover (M. Miller) 4. Smile (C. Perkinson) 5. Lisa (D. Sanborn) 6. Love and Happiness (Al Green / Mabon L. Hodges) 7. Lotus Blossom (Don Grolnick) 8. One hundred ways (Kathy Wakefield / Ben Wright. Tony Coleman) |

| • Double Vision (1986) |
| --- |
| (Warner Bros Records) 1. Maputo (Marcus Miller) 2. More than friends (Marcus Miller) 3. Moon tune (Bob James/ D. Sanborn) 4. Since I fell for you (Woodrow Buddy Johnson) 5. It's you (D. Sanborn) 6. Never enough (Bob James/ D. Sanborn) 7. You don't know me (Cindy Walker/ Eddy Arnold) 8. Luthor (Copyright control) 9. Hey Girl (Carole King/ Gerry Goffin) |

| • A Change of Heart (1987) |
| --- |
| (Warner Bros Records) 1. Chicago Song (Marcus Miller) 2. Imogene (Marcus Miller) 3. High Roller (D. Sanborn/ Michael Colina) 4. Tintin (Philippe Saisse) 5. Breaking point (D. Sanborn/ Michael Colina) 6. A Change of Heart (D. Sanborn/ Michael Colina) 7. Summer (Ronnie Foster) 8. The dream (Michael Sembello) |

| • Close Up (1988) |
| --- |
| (Warner Bros Records) 1. Slam (Marcus Miller) 2. J.T. (Marcus Miller) 3. Lesley Ann (Michael Ruff/ D. Sanborn) 4. Goodbye (Marcus Miller/ D. Sanborn) 5. Samegirl (Randy Newman) 6. Pyramid (Marcus Miller/ D. Sanborn) 7. Tough (Marcus Miller/ D. Sanborn) 8. So far away (D. Sanborn) 9. You are everything (Thomas Bell/ Linda Creed) 10. Camel Island (Marcus Miller) |

| • Another Hand (1991) |
| --- |
| (Warner Bros Records) 1. First song (Charlie Haden) 2. MoniCa Jane (Bill Frisell) 3. Come to me, nina (Terry Adams) 4. Hobbies (Terry Adams) 5. Another Hand (Marcus Miller) 6. Jesus (Lou Reed) 7. Weird from one step beyond (Harry Lubin) 8. CEE (D. Sanborn/ Terry Adams) 9. Medley (George Dunning/ Bernard Hermann) 10. Dukes and Counts (Marcus Miller) |

| • Upfront (1992) |
| --- |
| (Warner Bros Records) 1. Snakes (Marcus Miller) 2. Benny (Marcus Miller) 3. Crossfire (Marcus Miller/ D. Sanborn) 4. Full House (Marcus Miller/ D. Sanborn) 5. Soul Serenade (Curtis Ousley/ Luther Dixon) 6. Hey (Marcus Miller/ D. Sanborn/ Ricky Peterson/ Steve Jordan/ William S. Patterson) 7. Bang Bang (Jaime Sabater/ Joe Cuba) 8. Alcazar (Marcus Miller/ D. Sanborn) 9. Ramblin' (Ornette Coleman) |

| • Hearsay (1994) |
| --- |
| (Warner Bros Records) 1. Savanna (D. Sanborn/ Richard Patterson) 2. The long goodbye (Marcus Miller/ D. Sanborn) 3. Little face (Marcus Miller) 4. Got to give it up (Marvin Gaye) 5. Jaws (Marcus Miller/ D. Sanborn) 6. Mirage (Marcus Miller/ D. Sanborn) 7. Big foot (Marcus Miller/ D. Sanborn) 8. Back to Memphis (Marcus Miller/ D. Sanborn) 9. Ojiji (D. Sanborn/ Don Alias/ Steve Jordan/ William S. Patterson) |

| • Pearls (1995) |
| --- |
| (Warner Bros Records) 1. Willow weep for me Ann Ronell 2. Try a little tenderness (Harry Woods/ Jimmy Campbell/ Reg Connelly) 3. Smoke gets in your eyes (J. Kern/ O. Harbach) 4. Pearls (Sade Adu/ Andrew Hale) 5. For all we know (J. Fred Coots/ Sam M. Lewis) 6. Come rain or come shine (Johnny Mercer/ Harold Arlen) 7. This masquerade (Leon Russell) 8. Everything must change (Bernard Ighner) 9. Superstar (Leon Russell. Bonnie Bramlett) 10. Nobody does it better (Carole Bayer Sager/ Marvin Hamlisch) |

| • Songs from the Night Before (1996) |
| --- |
| (Warner Bros Records) 1. Relativity (D. Sanborn/ Ricky Peterson) 2. D.S.P. (D. Sanborn/ Ricky Peterson/ Paul Peterson) 3. Rikke (D. Sanborn) 4. Listen Here (Eddie Harris/ Lynn Keyes) 5. Spooky (Michael Shapiro/ Harry Middlebrooks/ Buddy Buie/ J.R. Cobb) 6. Missing You (D. Sanborn/ Ricky Peterson) 7. Rumpelstiltskin (D. Sanborn/ Ricky Peterson) 8. Infant eyes (Wayne Shorter) 9. Southern exposure (D. Sanborn/ Ricky Peterson/ Paul Peterson) |

| • Inside (1999) |
| --- |
| (Warner Bros Records) 1. Corners (for Herbie) (Marcus Miller) 2. Daydreaming (Aretha Franklin) 3. Trance (Marcus Miller) 4. Brother Ray (Marcus Miller) 5. Lisa (D. Sanborn) 6. When I'm with you (Marcus Miller) 7. Naked moon (Marcus Miller) 8. Cane (Me' Shell Ndegeocello) 9. Ain't no sunshine (Bill Wither) 10. Miss you (D. Sanborn) |

| • Time Again (2003) |
| --- |
| (Verve) 1. Comin' home baby (Ben Tucker) 2. Cristo redentor (Duke Pearson) 3. Harlem nocturne (Earle Hagen) 4. Man from Mars (Joni Mitchell) 5. Isn't She Lovely? (Stevie Wonder) 6. Sugar (Stanley Turrentine) 7. Tequila (Chuck Rio) 8. Little Flower (D. Sanborn) 9. Spider b. (D. Sanborn/ Ricky Peterson) 10. Delia (D. Sanborn) |

| • Closer (2005) |
| --- |
| (Verve) 1. Tin tin Deo (Gil Fuller) 2. Senor Blues (Horace Silver) 3. Don't let me lonely tonight (James Taylor) 4. Smile (Charles Chaplin) 5. Enchantment (Horace Silver) 6. Ballad of the sad young men (Tommy Wolf/ Fran Landesman) 7. Another time, another place (D. Sanborn) 8. Capetown Fringe (Abdullah Ibrahim) 9. Poinciana (NAt Simon/ Buddy Bernier) 10. You must believe in spring (Michel Legrand/ Aln Bergman/ MArilyn Bergman/ Jacques Demy) 11. Sofia (D. Sanborn) |

| • Here and Gone (2008) |
| --- |
| (Decca) 1. Saint Louis Blues (W.C. Handy) 2. Brother Ray (Marcus Miller) 3. I'm gonna move to the outskirts of town (Roy Jordan/ William Weldon) 4. Basin' street Blues (Spencer Williams) 5. Stoney lonesome (Hank Crawford) 6. I believe to my soul (Ray Charles) 7. What will I tell my heart (Peter Tinturin/ Jack Lawrence/ Irving Gordon) 8. Please send me someone to love (Percy Mayfield) 9. I've got news for you (Roy Alfred) |

| • Only Everything (2010) |
| --- |
| (Decca) 1. The peeper (Hank Crawford) 2. Only Everything (D. Sanborn) 3. Hard times (Paul F. Mitchell) 4. Let the good time rolls (Fleecie Moore/ Sam Theard) 5. Baby won't you please come home (Charles Warfield/ Clarence Williams) 6. You've changed (Bill Carey/ Carl Fischer) 7. Hallelujah, I love her so (Ray Charles) 8. Blues in the night (Harold Arlen/ Johnny Mercer) |

| • Time and the River (2015) |
| --- |
| (OKeh Records) 1. A la verticale 2. Ordinary People 3. Drift 4. Can't Get Next to You (Featuring Larry Braggs) 5. Oublie-moi 6. Seven Days Seven Nights 7. Windmills of Your Mind (Featuring Randy Crawford) 8. Spanish Joint 9. Overture (From the Manchurian Candidate) |

### Recopilacions
| • The Best of David Sanborn (1994) |
| --- |
| (Warner Bros Records) 1. Chicago Song () 2. The Dream () 3. Let's Just Say Goodbye () 4. Slam () 5. Lesley Ann () 6. Carly's Song () 7. Anything You Want () 8. A Tear for Crystal () 9. Over and Over () 10. Rain on Christmas () 11. Hideaway () 12. It's You () 13. As We Speak () 14. Lisa () 15. Neither One of Us Lyrics (Wants to Be the First to Say Goodbye) () 16. Lotus Blossom () |

| • Love Songs (1995) |
| --- |
| (Warner Bros Records) 1. All I Need Is You (Marcus Miller) 2. Straight To The Heart (Marcus Miller) 3. One In A Million () 4. It's You () 5. The Seduction (Giorgio Moroder) 6. Imogene (Marcus Miller) 7. You Don't Know Me (Eddy Arnold, Cindy Walker) 8. You are everything (Thom Bell, Linda Creed) 9. I Do It For Your Love (Paul Simon) 10. When You Smile At Me () 11. Lisa (D. Sanborn) 12. The water is wide (Linda Ronstadt) |

| • The Essentials (2002) |
| --- |
| (Warner Bros Records) 1. Chicago Song () 2. Bang Bang () 3. Smile () 4. Anything You Want () 5. Neither One Of Us () 6. I Told You So () 7. Love & Happiness () 8. Slam () 9. Knockin' On Heaven's Door () 10. Smoke Gets In Your Eyes () 11. Nobody Does It Better () 12. This Masquerade () |

## Premis

### Premis Grammy
- 1999: Contemporary Jazz Performance - Inside
- 1988: Best Pop Instrumental Performance - Close up
- 1987: Best Rhythm & Blues Instrumental Performance - A Change of Heart ("Chicago song")
- 1986: Best Jazz Fusion Performance - Double Vision
- 1985: Best Jazz Fusion Performance - Straight to the Heart
- 1981: Best Rhythm & Blues Instrumental Performance - Voyeur ("All I need is you")